# James Robinson (baloncestista de 1994)
James Robinson  (Mitchellville, Maryland, 4 de marzo de 1994) es un baloncestista estadounidense que se encuentra sin equipo. Con 1,90 metros de estatura, juega en la posición de base.

## Trayectoria deportiva
Jugó cuatro temporadas en los Pittsburgh Panthers y tras no ser elegido en el Draft de la NBA de 2016, debutó como profesional en las filas del KK Igokea de Bosnia y Herzegovina, con el que ganó la liga y la copa de aquel país.
En verano de 2017, firma con el Medi bayreuth de la BBL.
[actualizar]
En la temporada 2021-22, firma por el KK Igokea de la ABA Liga.

## Selección nacional
Fue parte del combinado juvenil estadounidense que disputó y ganó el Campeonato FIBA Américas Sub-18 de 2012.
Al año siguiente disputó y ganó el oro en el Mundial Sub-19 celebrado en la República Checa.